# Монакелло, Гаэтано
Гаэтано Монакелло (итал. Gaetano Monachello; 3 марта 1994, Агридженто, Италия) — итальянский футболист, нападающий клуба «Мантова».

## Биография

### Клубная карьера
Воспитанник «Гаттопардо кальчо». В июле 2012 года перешёл в донецкий «Металлург» из миланского «Интернационале». В чемпионате Украины дебютировал 5 октября 2012 года в матче против криворожского «Кривбасс» (6:2) выйдя на 81-й минуте вместо Драмана Траоре. Таким образом Моначелло стал вторым итальянцем в истории украинского футбола после Кристиано Лукарелли. Всего за «Металлург» провёл 4 матча.
Зимой 2013 года перешёл в кипрский клуб «Олимпиакос» из Никосии. С 1 июля 2013 года начал выступать за французский «Монако», о чём сообщил его агент Дмитрий Селюк. И позже эта информация была подтверждена. 21 июля 2015 года, так и не сыграв за монегасков, Монакелло перешёл в «Аталанту», подписав трехлетний контракт, сумма трансфера составила полмиллиона евро.

### Карьера в сборной
В составе юношеской сборной Италии до 17 лет провёл 9 матчей, в которых забил 2 мяча.